# Lâleli
Lâleli (vom türkischen Wort für „Tulpe“) ist ein Stadtviertel im Zentrum von Istanbul. Ihren Namen verdankt der Stadtteil – wie auch andere Quartiere der Stadt – der hier stehenden Moschee: der Tulpenmoschee (türkisch Laleli Camii). Laleli ist als Verkaufszentrum von Leder und Pelzwaren und wegen seiner billigen Hotels bekannt. In den letzten Jahren wurde es wegen Hotelbränden in der Presse bekannt.
In der Bevölkerung hat das Viertel einen schlechten Ruf, da es als Rotlichtbezirk gilt. In den 1990er Jahren, nach der Öffnung Osteuropas, gab einen regen Tourismus osteuropäischer Frauen. Dieser wurde „Koffertourismus“ (bavul turizm) genannt, da die Frauen nach Laleli kamen, um dort billige Textilien für den Export einzukaufen. Diese Entwicklung ist nun schon seit Jahren abgeebbt, da Teile der türkischen Textilindustrie wegen der niedrigeren Lohnkosten auf dem Balkan dorthin abgewandert sind. Außerdem klagen Händler in der letzten Zeit über Umsatzeinbußen.
Koordinaten: 41° 1′ N, 28° 57′ O